# عودة التضيق

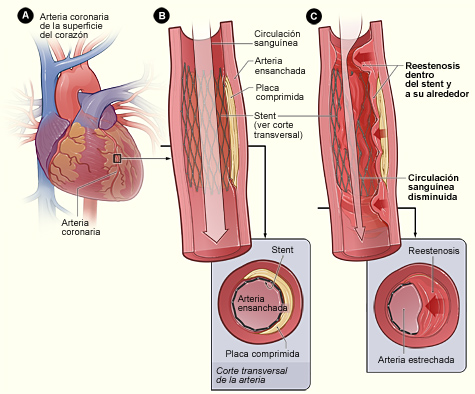
A: بعد زرع الدعامة، يستعيد الشريان بعضا من حالته الطبيعية التي كانت قبل حدوث التضيق.
B: مع مرور الوقت يتعرض الشريان لترسب الخلايا في موضع الدعامة، الشئ الذي يؤدي إلى عودة التضيق داخل الدعامة، مقللا مرة أخرى من حجم تجويف الشريان.

عودة التضيق (بالإنجليزية: Restenosis)‏ هو مصطلح طبي يستخدم لوصف التضيق الذي يصيب الأوعية الدموية للمرة الثانية، مما يؤدي إلى تقييد تدفق الدم بداخلها. يشير هذا المصطلح في غالب الأحيان إلى وعاء دموي كبير أو شريان أو وعاء داخل عضو ما تعرض للتضيق مرة أخرى بعد إجراء عملية توسيع له في وقت سابق.
عودة التضيق هو واحد من الأحداث الضارة الشائعة في إجراءات الأوعية الدموية. تشمل الإجراءات المستخدمة بشكل متكرر لعلاج الآفات الوعائية الناجمة عن تصلب الشرايين والتضيق وعودته (عودة التضيق) في الأوعية الدموية، كلا من جراحة الأوعية وجراحة القلب بالإضافة إلى عمليةرأب الأوعية.  
يطلق على آفة عودة التضيق مرة أخرى بعد استخدام الدعامة اسم عودة التضيق داخل الدعامة (بالإنجليزية: in-stent restenosis)‏ أو اختصارا ISR. أما في حالة ما إذا حدث ذلك بعد عملية رأب الوعاء بالبالون، فيسمى ذلك عودة التضيق بعد رأب الوعاء(بالإنجليزية: post-angioplasty restenosis)‏ أو اختصارا PARS. يبلغ الحد التشخيصي لعودة التضيق في كلتا الحالتين (أي بعد استخدام الدعامة ISR أو بعد رأب الوعاء PARS) نسبة 50 أو أكثر من أصل مجموع الحالات.
في حالة حدوث التضيق بعد إجراء ما، فإن تقنية المتابعة بالتصوير ليست هي الطريقة الوحيدة للكشف في المبدئي عن انخفاض تدفق الدم. فقد تشير إلى ذلك بعض الأعراض السريرية التي يمكن أن تظهر على المريض بعد إجراء التدخل الأول، ولكن يجب تأكيد ذلك عن طريق التصوير. على سبيل المثال، قد يعاني المريض الذي عانى في وقت سابق من تضيق الشريان التاجي من ألم في الصدر (الذبحة الصدرية) أو قد يكون عرضة لحدوث نوبة قلبية طفيفة أو رئيسية (احتشاء عضلة القلب)، كما أنه قد لا يعاني من أي شئ. لهذا السبب، من الواجب على المريض متابعة فحوصات المتابعة على يد الطبيب المختص، الذي يقوم بإجراء تقييم سريري شامل. في المقابل، من المهم أيضا ملاحظة أن جميع حالات عودة التضيق لا تؤدي بالضرورة إلى ظهور أعراض سريرية، لأنها تكون عادة بدون أعراض.

## المعدلات
تختلف معدلات عودة التضيق باختلاف الأدوات التي تم بها الإجراء الأول (على سبيل المثال، عملية زرع الدعامة أو رأب الوعاء بالبالون أو غيرها)، وكذا الموقع الذي تم في الإجراء (في موقع مركزي في القلب مثل الشريان التاجي، أو في أوعية محيطية مثل الشريان المأبضي في الساق، أو الشريان الفرجي في الحوض، أو الشريان السباتي في الرقبة).

### المعدلات في إجراءات القلب
في عمليات القلب، ارتبطت عملية رأب الوعاء بالبالون بارتفاع في معدل عودة التضيق للمرة الثانية، تراوحت بين 25 إلى 50 في المائة. حيث أن معظم هؤلاء المرضى يحتاجون إلى عملية رأب وعاء إضافية في غضون الستة أشهر اللاحقة.
خلصت دراسة أجريت في الهند بحلول سنة 2010، كانت قد قارنت بين الدعامات الناضحة بالدواء والدعامات المعدنية التقليدية، إلى حقيقة مفادها أن عودة التضيق قد حدث فقط عند حوالي 23.1 في المائة من المرضى الذين تمت معالجتهم بالدعامات الناضحة بالدواء مقابل نسبة 48.8 في المائة لدى أولئك الذين استعملت الدعامات المعدنية التقليدية في عملية علاجهم.نفس الدراسة توصلت أيضا إلى أن المرضى الإناث لديهن هامش خطر أعلى فيما يخص عودة التضيق.

### المعدلات في الإجراءات الطرفية
عندما يتعلق الأمر بالإجراءات الطرفية، لا تزال معدلات عودة التضيق مرتفعة هي الأخرى. أفادت دراسة أجريت في سنة 2003 على الدعامات الانتقائية والمنظمة لنقص التروية التي يهدد الأطراف أن معدلات عودة التضيق بعد المتابعة لمدة سنة واحدة، بلغت حولي 32.3 في المائة لدى المرضى بالدعامات الانتقائية و34.7 في المائة لدى المرضى بالدعامات المنظمة.
قارنت تجربة «سيروكوو» (بالإنجليزية: SIROCCO)‏ في سنة 2006 بين الدعامات الناضحة بعقار السيروليموس ودعامات الننتول المجردة المستعملة لعلاج آفات تصلب الشرايين، فتوصلت إلى نتيجة مفادها أن عودة التضيق بعد سنتين من المتابعة المتابعة بلغت على التوالي حوالي 22.9 في المائة و 21.1 في المائة.
بحلول سنة 2009، قارنت دراسة أخرى أجريت على مرضى الشريان الفخذي السطحي، بين المرضى الذين تمت معالجتهم بدعامات الننتول المعدمية وآكأولئك الذين تمت الاستعانة في علاجهم بعملية رأب الوعاء عبر اللمعة عن طريق الجلد (PTA). فوجدت بعد مرور عام أن معدل عودة التضيق بلغ حوالي 61.1 في المائة عند المرضى المعالجين بتقنية رأب الوعاء عبر اللمعة عن طريق الجلد، مقابل 34.4 في المائة فقط عند المرضى المعالجين بدعامات الننتول.

## التشخيص
يتم في العادة، اكتشاف عودة تضيق الوعاء عن طريق إجراء تصوير للأوعية، كما ويمكن أيضا استعمال الموجات فوق الصوتية المزدوجة بالإضافة إلى تقنيات تصوير أخرى.

## المسببات

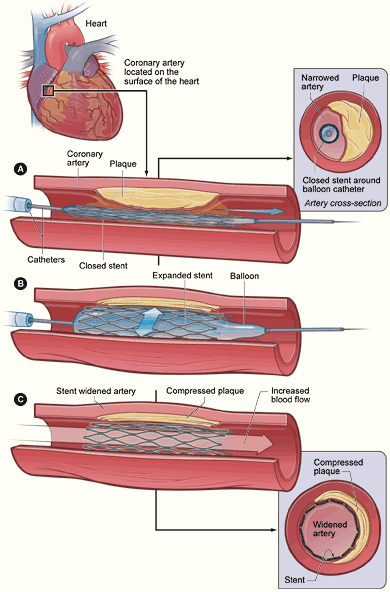
من المعروف جدا أن ظاهرة عودة التضيق في الوعاء، تحصل كنتيجة لاستجابة مناعية ينتج عنها نمو نسيج ضام جديد في الموضع الذي تم توسيعه وتثبيته بالدعامة. عودة التضيق هو واحد من الأعراض الضارة المألوف التي تلي بعض عمليات رأب الوعاء باستخدام الدعامات. لا يمكن في غالب الأحيان توقع مقدار الضيق الذي سينشأ نتيجة لنمو
الندبة الداخلية. لذلك نجد أن بعض المرضى لا يعانون من عودة التضيق، لأن الكتلة الناتجة هي خفيفة. بينما تحصل لدى آخرين حالة حقيقية من عودة التضيق لدرجة سد مجرى الشريان أو إعاقة جريان الدم من خلاله. حاليا، يعد الحد من عودة التضيق أحد الأولويات العليا في عمليات البحث وتطوير تقنيات جديدة في مجال علاج الأوعية الدموية.

ينتج عن استعمال الجراحة لكفي عملية توسيع أو فك انسداد الأوعية الدموية في العادى تأثير مفيد للمريض يكون طويل الأمد. مع ذلك، يمكن لهذا الإجراء في بعض الحالات، التسبب في المزيد من التضيقات على مستوى الأوعية نفسها (عودة التضيق). تستخدم عملية رأب الوعاء الدموي، المعروفة أيضا باسم رأب الأوعية التاجية عبر اللمعة عن طريق الجلد (PTCA)، لعلاج انسداد الشرايين التاجية أو الطرفية (كما هو الحال في الأطراف). خلال هذه العملية، يتم الاستعانة ببالون يتم إدخاله عن طريق قسطرة إلى داخل «التضيق» الناجم عن تراكم لويحات الكوليسترول (تصلب الشرايين)، يدفع البالون بعد نفخه جدران الشرايين موسعا بذلك حجم اللمعة للسماح بزيادة تدفق الدم. مع ذلك، يمكن لهذا الإجراء تدمير جدران الشرايين وإحداث ندبة داخلية، تعمل على تحفيز آليات فسيولوجية تؤدي في الأخير إلى عودة التضيق (انظر فقرة الفسيولوجيا أدناه).
الدعامة هي عبارة عن شبكة أو هيكل يشبه الأنبوب، غالبا ما يستخدم بالموازات مع عملية رأب الوعاء بغرض إبقاء الشريان مفتوحا بشكل دائم للسماح بتدفق الدم دون عائق، أو لدعم ضعف في جدار الشريان. يمكن للشريان أن يتفاعل مع الدعامة. عندما يدرك جسم المريض أنه جسم غريب فإنه يستجيب عن طريق تصعيد استجابة جهاز المناعة مما يؤدي إلى مزيد من التضيق بالقرب من أو داخل الدعامة.

## الفيسيولوجيا
تحفز الأضرار التي لحقت بجدار الوعاء الدموي نتيجة لعملية رأب الوعاء استجابة فسيولوجية التي يمكن تقسيمها إلى مرحلتين:
- المرحلة الأولى: تحدث مباشرة بعد الصدمة التي تعرضت لها الأنسجة، في شكل تجلط للدم. حيث تتشكل جلطة دموية في موقع التلف (موضع التدخل)، الشئ الذي يزيد من عرقلة تدفق الدم. يترافق ذلك أيضا بحدوث استجابة مناعة التهابية.
- المرحلة الثانية: تحدث بعد التدخل بثلاثة إلى ستة أشهر، تتميز هذه المرحلة نمو نسيج ضام جديد في مكان الضرر. الشئ الذي يؤدي في غالب الأحيان إلى عودة التضيق.[11]

## الوقاية
يمكن لإجراءات بسيطة كإعطاء المريض أدوية مضادة للصفائح الدموية مباشرة بعد الإجراء الجراحي (المرحلة الأولى من عودة التضيق) التقليل بشكل كبير من خطر حدوث التجلط.
يجري حاليا اختبار دعامات ناضحة بالدواء في كل من أوروبا وكندا والولايات المتحدة الأمريكية، وكذلك في آسيا. تمنع هذه الدعامات المغلفة عقاقير خاصة، نمو الأنسجة وبالتالي التقليل من خطر عودة التضيق. أظهرت الدراسات السريرية على المرضى الذين تم علاجهم بهذه الدعامات الجديدة، نجاحا باهرا لهذه الأخيرة مكنها من تقليص معدل عودة التضيق ليصل 5 في المائة أو أقل.

## العلاج
في حالة حدوث عودة التضيق غير مرتبط بزرع الدعامة، فالعلاج يتم عادة باستخدام عملية رأب الوعاء. لكنه وبمجرد اسخدام هذا العلاج، تتضاعف فرص عودة التضيق مرة أخرى. يستخدم هذا العلاج أيضا في حالة حدوث التضيق في الطرف القريب أو البعيد من الدعامات.
عند حدوث عودة التضيق على مسى الدعامة (عودة التضيق داخل الدعامة)، يمكن في هذه الحالة علاجه عن طريق رأب الوعاء المتكرر وإدخال دعامة أخرى في موضع التضيق، وفي بعض الأحيان باستخدام دعامة ناضحة بالدواء.
على مدى السنوات الخمس الأخيرة، تمت معالجة عودة التضيق داخل الدعامة بشكل تفضيلي باستخدام بالون بالون ناضح بالدواء، وهو بالون مغلف بنفس الأدوية المضادة للسرطان التي تمنع عودة التضيق. باستخدام هذا العلاج يمكن تجنب الحاجة إلى إضافة طبقة مزدوجة من المعدن لعلاج عودة التضيق في الدعامة. في حالات أخرى يتم اللجوء إلى العلاج الإشعاعي الذي يقتل الخلايا ويمنع نمو الأنسجة (على غرار علاج السرطان).